# Abigor
Abigor je rakouská black metalová kapela z města Vídeň, která vznikla v roce 1993 (některé zdroje uvádí rok založení 1992). Mezi zakladatele patřili členové s pseudonymy P.K. (Peter Kubik) a T.T. (Thomas Tannenberger).
První demo Ash Nazg... vyšlo v roce 1993, debutové studiové album s názvem Verwüstung / Invoke the Dark Age vyšlo v roce 1994.

## Diskografie
Dema
- Ash Nazg... (1993)
- Lux Devicta Est (1993)
- In Hate and Sin (1994)
- Promo Tape II/94 (1994)
- Moonrise (1994)

Studiová alba
- Verwüstung / Invoke the Dark Age (1994)
- Nachthymnen (From the Twilight Kingdom) (1995)
- Opus IV (1996)
- Supreme Immortal Art (1998)
- Channeling the Quintessence of Satan (1999)
- Satanized (A Journey Through Cosmic Infinity) (2001)
- Fractal Possession (2007)
- Time Is the Sulphur in the Veins of the Saint – An Excursion on Satan's Fragmenting Principle (2010)
- Leytmotif Luzifer (The 7 Temptations of Man) (2014)

EP
- Orkblut – The Retaliation (1995)
- Apokalypse (1997)
- Structures of Immortality (1998)
- In Memory... (2000)
- Shockwave 666 (2004)

Kompilační alba
- Origo Regium 1993-1994 (1998)
- In Memory... (2000)
- Quintessence (2012)
- In Memory... (2000)
- Shockwave 666 (2004)